# Assou ou-Baslam
Assou Oubasslam (1890 – Tinghir, 1960) è stato un condottiero e politico berbero appartenente alle tribù della montagna Saghro Ait Atta, simbolo della resistenza marocchina al colonialismo francese.
Suo padre era stato Amghar (il capo) della tribù Ilemchan; questa famiglia ha svolto un ruolo decisivo contro l'occupazione francese nei primi anni del ventesimo secolo.
Seguendo le orme di Mouha ou Hammou Zayani divenne capo militare e tenne viva la speranza della resistenza berbera dopo la sconfitta degli zayani. Nel 1960 perse la vita per causa di una malattia e venne sepolto nel suo villaggio di Taghya n Ilemchan, nel comune di Tinghir.
Assou Oubasslam viene tuttora ricordato nel sud del Marocco, tra le tribù berbere in particolare, come un eroe nazionale. La Battaglia di Bougafer del marzo 1933 rappresenta il miglior esempio delle sue qualità di stratega e combattente.